# Società Sportiva Sambenedettese 1962-1963
Questa pagina raccoglie le informazioni riguardanti la Società Sportiva Sambenedettese nelle competizioni ufficiali della stagione 1962-1963.

## Rosa
| N. |                   | Ruolo | Calciatore           |
| -- | ----------------- | ----- | -------------------- |
|    | Italia (bandiera) | P     | Bruno Amati          |
|    | Italia (bandiera) | P     | Giampiero Bandini    |
|    | Italia (bandiera) | C     | Paolo Beni           |
|    | Italia (bandiera) | A     | Angelo Buratti       |
|    | Italia (bandiera) | D     | Giancarlo Capucci    |
|    | Italia (bandiera) | A     | Alberto Fontanesi    |
|    | Italia (bandiera) | D     | Gianfranco Garbuglia |
|    | Italia (bandiera) | A     | Giovanni Grabesu     |
|    | Italia (bandiera) | C     | Mario Jannarilli     |
|    | Italia (bandiera) | A     | Enzo Laurenzi        |
|    | Italia (bandiera) | C     | Paolo Lavoratornovo  |
|    | Italia (bandiera) | A     | Guido Macor          |

| N. |                   | Ruolo | Calciatore          |
| -- | ----------------- | ----- | ------------------- |
|    | Italia (bandiera) | A     | Silvano Magheri     |
|    | Italia (bandiera) | C     | Alberto Mari        |
|    | Italia (bandiera) | D     | Piero Merlo         |
|    | Italia (bandiera) | D     | Alfredo Napoleoni   |
|    | Italia (bandiera) | C     | Enrico Nicchi       |
|    | Italia (bandiera) | C     | Abramo Pagani       |
|    | Italia (bandiera) | D     | Renato Raimondi     |
|    | Italia (bandiera) | C     | Giovanni Romani     |
|    | Italia (bandiera) | D     | Angelo Ruffinoni    |
|    | Italia (bandiera) | C     | Mario Sestili       |
|    | Italia (bandiera) | D     | Carlo Alberto Volpi |

## Risultati

### Serie B

#### Girone di andata
| 16 settembre 1962 1ª giornata | Como | 1 – 1 | Sambenedettese |  |

| 23 settembre 1962 2ª giornata | Alessandria | 2 – 1 | Sambenedettese |  |

| 30 settembre 1962 3ª giornata | Sambenedettese | 0 – 0 | Lazio |  |

| 7 ottobre 1962 4ª giornata | Sambenedettese | 1 – 0 | Lucchese |  |

| 14 ottobre 1962 5ª giornata | Cosenza | 2 – 1 | Sambenedettese |  |

| 21 ottobre 1962 6ª giornata | Sambenedettese | 1 – 1 | Triestina |  |

| 28 ottobre 1962 7ª giornata | Pro Patria | 1 – 0 | Sambenedettese |  |

| 4 novembre 1962 8ª giornata | Sambenedettese | 0 – 0 | Cagliari |  |

| 11 novembre 1962 9ª giornata | Padova | 2 – 0 | Sambenedettese |  |

| 18 novembre 1962 10ª giornata | Sambenedettese | 1 – 1 | Bari |  |

| 25 novembre 1962 11ª giornata | Messina | 3 – 0 | Sambenedettese |  |

| 2 dicembre 1962 12ª giornata | Catanzaro | 2 – 1 | Sambenedettese |  |

| 16 dicembre 1962 13ª giornata | Sambenedettese | 2 – 2 | Udinese |  |

| 23 dicembre 1962 14ª giornata | Verona | 3 – 0 | Sambenedettese |  |

| 30 dicembre 1962 15ª giornata | Sambenedettese | 1 – 1 | Brescia |  |

| 6 gennaio 1963 16ª giornata | Simmenthal-Monza | 3 – 1 | Sambenedettese |  |

| 13 gennaio 1963 17ª giornata | Sambenedettese | 2 – 0 | Parma |  |

| 20 gennaio 1963 18ª giornata | Sambenedettese | 0 – 0 | Foggia & Incedit |  |

| 27 gennaio 1963 19ª giornata | Lecco | 1 – 0 | Sambenedettese |  |

#### Girone di ritorno
| 3 febbraio 1963 20ª giornata | Sambenedettese | 1 – 1 | Como |  |

| 10 febbraio 1963 21ª giornata | Sambenedettese | 0 – 0 | Alessandria |  |

| 17 febbraio 1963 22ª giornata | Lazio | 2 – 0 | Sambenedettese |  |

| 24 febbraio 1963 23ª giornata | Lucchese | 1 – 1 | Sambenedettese |  |

| 3 marzo 1963 24ª giornata | Sambenedettese | 2 – 0 | Cosenza |  |

| 10 marzo 1963 25ª giornata | Triestina | 3 – 1 | Sambenedettese |  |

| 17 marzo 1963 26ª giornata | Sambenedettese | 2 – 0 | Pro Patria |  |

| 24 marzo 1963 27ª giornata | Cagliari | 1 – 0 | Sambenedettese |  |

| 7 aprile 1963 28ª giornata | Sambenedettese | 2 – 1 | Padova |  |

| 14 aprile 1963 29ª giornata | Bari | 3 – 0 | Sambenedettese |  |

| 21 aprile 1963 30ª giornata | Sambenedettese | 2 – 1 | Messina |  |

| 28 aprile 1963 31ª giornata | Sambenedettese | 0 – 0 | Catanzaro |  |

| 5 maggio 1963 32ª giornata | Udinese | 2 – 2 | Sambenedettese |  |

| 12 maggio 1963 33ª giornata | Sambenedettese | 1 – 0 | Verona |  |

| 19 maggio 1963 34ª giornata | Brescia | 5 – 0 | Sambenedettese |  |

| 26 maggio 1963 35ª giornata | Sambenedettese | 2 – 0 | Simmenthal-Monza |  |

| 2 giugno 1963 36ª giornata | Parma | 1 – 0 | Sambenedettese |  |

| 9 giugno 1963 37ª giornata | Foggia & Incedit | 5 – 0 | Sambenedettese |  |

| 16 giugno 1963 38ª giornata | Sambenedettese | 0 – 0 | Lecco |  |

## Statistiche

### Statistiche di squadra
| Competizione | Punti | In casa | In casa | In casa | In casa | In casa | In casa | In trasferta | In trasferta | In trasferta | In trasferta | In trasferta | In trasferta | Totale | Totale | Totale | Totale | Totale | Totale | DR  |
| Competizione | Punti | G       | V       | N       | P       | Gf      | Gs      | G            | V            | N            | P            | Gf           | Gs           | G      | V      | N      | P      | Gf     | Gs     | DR  |
| ------------ | ----- | ------- | ------- | ------- | ------- | ------- | ------- | ------------ | ------------ | ------------ | ------------ | ------------ | ------------ | ------ | ------ | ------ | ------ | ------ | ------ | --- |
| Serie B      | 30    | 19      | 8       | 11      | 0       | 20      | 8       | 19           | 0            | 3            | 16           | 9            | 43           | 38     | 8      | 14     | 16     | 29     | 51     | -22 |
| Coppa Italia |       | 1       | 0       | 0       | 1       | 0       | 1       | -            | -            | -            | -            | -            | -            | 1      | 0      | 0      | 1      | 0      | 1      | -1  |
| Totale       |       | 20      | 8       | 11      | 1       | 20      | 9       | 19           | 0            | 3            | 16           | 9            | 43           | 39     | 8      | 14     | 17     | 29     | 52     | -23 |

### Statistiche dei giocatori
| Giocatore        | Serie B  | Serie B | Coppa Italia | Coppa Italia | Totale   | Totale |
| Giocatore        | Presenze | Reti    | Presenze     | Reti         | Presenze | Reti   |
| ---------------- | -------- | ------- | ------------ | ------------ | -------- | ------ |
| B. Amati         | 10       | -13     | 1            | -1           | 11       | -14    |
| G. Bandini       | 28       | -38     | -            | -            | 28       | -38    |
| P. Beni          | 34       | 2       | 1            | 0            | 35       | 2      |
| A. Buratti       | 36       | 1       | 1            | 0            | 37       | 1      |
| G. Capucci       | 27       | 0       | 1            | 0            | 28       | 0      |
| A. Fontanesi     | 6        | 0       | -            | -            | 6        | 0      |
| G. Garbuglia     | 5        | 0       | 1            | 0            | 6        | 0      |
| G. Grabesu       | 15       | 2       | -            | -            | 15       | 2      |
| M. Jannarilli    | 12       | 0       | -            | -            | 12       | 0      |
| E. Laurenzi      | 1        | 0       | 1            | 0            | 2        | 0      |
| P. Lavoratornovo | 1        | 0       | -            | -            | 1        | 0      |
| G. Macor         | 14       | 2       | 1            | 0            | 15       | 2      |
| S. Magheri       | 5        | 0       | 1            | 0            | 6        | 0      |
| A. Mari          | 12       | 1       | -            | -            | 12       | 1      |
| P. Merlo         | 27       | 7       | 1            | 0            | 28       | 7      |
| A. Napoleoni     | 29       | 2       | -            | -            | 29       | 2      |
| E. Nicchi        | 27       | 1       | 1            | 0            | 28       | 1      |
| A. Pagani        | 19       | 1       | -            | -            | 19       | 1      |
| L. Raimondi      | 29       | 4       | 1            | 0            | 30       | 4      |
| G. Romani        | 7        | 0       | -            | -            | 7        | 0      |
| A. Ruffinoni     | 37       | 1       | 1            | 0            | 38       | 1      |
| M. Sestili       | 26       | 5       | -            | -            | 26       | 5      |
| C.A. Volpi       | 11       | 0       | -            | -            | 11       | 0      |